# Хазарибагх
Хазарибагх (англ. Hazaribagh, хинди हजारीबाग) — город и муниципалитет на севере индийского штата Джаркханд. Административный центр округа Хазарибагх.

## Этимология
Название города произошло от персидских слов Hazar, которое означает «тысяча» и Bagh — «сад». Литературный перевод названия — «город тысячи садов».

## География
Расположен в 91 км к северу от столицы штата, города Ранчи, на высоте 603 м над уровнем моря. Через Хазарибагх протекает река Кунур, которая является левым притоком реки Дамодар. В 19 км от города находится национальный парк Хазарибагх.

## Население
По данным переписи 2011 года население города составляет 153 599 человек, из них 80 095 человек (52 %) — мужчины и 73 504 человека (48 %) — женщины. Средняя грамотность населения составляет 90,14 %, что значительно выше, чем средний по стране показатель 74,04 %. Средняя грамотность среди мужчин — 93,82 %, а среди женщин — 86,14 %. 11 % населения составляют дети в возрасте младше 6 лет. По данным прошлой переписи 2001 года население города насчитывало 127 243 человека.
Большая часть населения города и прилегающей территории говорит на языке хинди.

## Транспорт
Ближайший аэропорт, принимающий регулярные местные рейсы, находится в Ранчи. Ближайшая железнодорожная станция, Кодерма, расположена в 69 км к северу от города, на ветке Нью-Дели — Хаора. Через Хазарибагх проходит национальное шоссе № 33. Расстояние по автомобильным дорогам до Ранчи — 91 км; до Дханбада — 128 км; до Далтонганджа — 198 км; до Патны — 235 км и до Калькутты — 434 км. Имеется регулярное автобусное сообщение с крупными городами северо-востока страны.